# Паскалевец
Паскалевец е село в Северна България. То се намира в община Павликени, област Велико Търново.

## География
Селото се намира в Северна България, община Павликени. Климатът на региона е умерен, подходящ за повечето земеделски и овощни култури, както и за отглеждане на маслодайна роза.

## История
Ловната дружинка и пчеларското дружество в селото са основани от Борис Тодоров Атанасчев, роден на 11.06.1903 г., преподаващ френски език и цигулка.

## Културни и природни забележителности
Край селото има два малки язовира, както и лозови масиви.
Черковният храм е изключително красив, но се нуждае от трайна реставрация.

## Редовни събития
Съборът на село Паскалевец е на 20 ноември.
Ловът и риболовът имат дълга история в селото и околията му; понастоящем има действаща много добра ловна дружинка.